# 叙利亚反对派和革命力量全国联盟
叙利亚反对派和革命力量全国联盟（阿拉伯语：الائتلاف الوطني لقوى الثورة والمعارضة السورية）是叙利亚内战中“自由全国变革运动”、“伊斯兰祖国运动”、“解放和发展集团”、“土库曼全国集团”和“库尔德新生活运动”组建的联盟。
2012年11月11日，该组织成立于卡塔尔多哈。大马士革倭马亚大清真寺的前伊玛目哈提卜当选为联盟主席，多哈整合动议的反对派领导人利雅得·赛义夫为第一副主席，苏海·阿塔西为第二副主席，穆斯塔法·萨巴格为秘书长。
该联盟有60个席位，其中叙利亚全国委员会占据22个席位，其他的留给女性、少数民族和宗教人士（如阿拉维派教徒和库尔德人）。末任主席为哈迪·巴赫拉。
阿薩德政權於2024年末垮台後，該組織遷回大馬士革，并於2025年2月正式宣告解散，所屬人員併入第一屆敘利亞過渡政府。

## 国际承认
2012年11月12日，海湾阿拉伯国家合作委员会（沙特阿拉伯、卡塔尔、巴林、阿拉伯联合酋长国、科威特、阿曼）宣布承认全国联盟为叙利亚人民唯一合法代表，终止对巴沙尔·阿萨德政府的认可。随后，阿拉伯国家联盟（除了阿尔及利亚、伊拉克和黎巴嫩）也承认全国联盟是叙利亚人民唯一合法代表。
北约国家土耳其、美国、英国和法国是全国联盟的支持者。2012年11月11日，美国政府发表新闻声明，祝贺全国联盟的建立，新闻称“我们期待支持全国联合政府，因为它将终结叙利亚巴沙尔·阿萨德政府的血腥统治，开始和平、公正、民主的未来。”它还重申美国承诺的人道主义和非致命的援助，赞赏卡塔尔在会议中发挥的作用。
11月13日，法国总统弗朗索瓦·奥朗德在记者会上宣布承认全国联盟作为“叙利亚人民的唯一合法代表”和“民主叙利亚未来的临时政府”，并呼吁所有欧洲国家也这样做，法国是第一个承认全国联盟为叙利亚唯一合法代表的欧洲国家。
11月20日，英国外交大臣黑格当天代表英国政府宣布承认全国联盟为代表叙利亚人民利益的唯一合法政权。
2013年3月6日，在开罗举行的阿拉伯国家联盟外长会议上，全国联盟获准代表叙利亚人民拥有在该组织的合法席位。3月18日，叙利亚裔美国人加萨尼·希托当选为全国联盟临时政府总理。不久后全国联盟主席穆瓦兹·哈提卜表示，全国联盟计划代替巴沙尔政府目前在联合国的代表席位，该计划遭到俄罗斯当局的反对。

国际认可图。

| 国家         | 认可日期       | 国际认可                                     |
| ------------ | -------------- | -------------------------------------------- |
| 巴林         | 2012年11月12日 | 叙利亚的唯一合法代表                         |
| 科威特       | 2012年11月12日 | 叙利亚的唯一合法代表                         |
| 阿曼         | 2012年11月12日 | 叙利亚的唯一合法代表                         |
|              | 2012年11月12日 | 叙利亚的唯一合法代表                         |
| 沙烏地阿拉伯 | 2012年11月12日 | 叙利亚的唯一合法代表                         |
| 阿联酋       | 2012年11月12日 | 叙利亚的唯一合法代表                         |
| 法國         | 2012年11月13日 | 叙利亚人民和未来临时政府民主叙利亚的唯一代表 |
| 土耳其       | 2012年11月15日 | 叙利亚人民的唯一合法代表                     |
| 欧洲联盟     | 2012年11月19日 | 叙利亚人民的合法代表                         |
| 英国         | 2012年11月20日 | 叙利亚人民的唯一合法代表                     |
| 西班牙       | 2012年11月29日 | 叙利亚人民的唯一合法代表                     |
| 丹麦         | 2012年12月9日  | 叙利亚人民的合法代表                         |
| 挪威         | 2012年12月9日  | 叙利亚人民的合法代表                         |
| 荷蘭         | 2012年12月10日 | 叙利亚人民的合法代表                         |
| 德国         | 2012年12月10日 | 叙利亚人民的合法代表                         |
| 比利时       | 2012年12月10日 | 叙利亚人民的合法代表                         |
| 盧森堡       | 2012年12月10日 | 叙利亚人民的合法代表                         |
| 美国         | 2012年12月12日 | 叙利亚人民的唯一合法代表                     |
|              | 2012年12月13日 | 叙利亚人民的合法代表                         |

## 主席列表
| № | 肖像 | 姓名 （生卒）                    | 就任           | 離任          | 政黨             | 備註             |
| - | ---- | -------------------------------- | -------------- | ------------- | ---------------- | ---------------- |
| 1 |      | 莫阿兹·哈提卜 （1960－）         | 2012年11月11日 | 2013年4月22日 | 無黨籍           | —                |
| — |      | 乔治·萨卜拉 （1947－）           | 2013年4月22日  | 2013年7月6日  | 叙利亚全国委员会 | 代主席           |
| 2 |      | 艾哈迈德·贾尔巴 （1969－）       | 2013年7月6日   | 2014年7月9日  | 叙利亚全国委员会 | 2014年1月5日連任 |
| 3 |      | 哈迪·巴赫拉 （1959－）           | 2014年7月9日   | 2015年1月4日  | 無黨籍           | —                |
| 4 |      | 哈立德·胡杰 （1965－）           | 2015年1月4日   | 2016年3月5日  | 無黨籍           | 2015年8月3日連任 |
| 5 |      | 阿纳斯·阿布德赫 （1967－）       | 2016年3月5日   | 2017年5月6日  | 叙利亚全国委员会 | —                |
| 6 |      | 利雅得·賽義夫 （1945－）         | 2017年5月6日   | 2018年3月9日  | 無黨籍           | —                |
| 6 |      | 阿卜杜拉赫曼·穆斯塔法 （1964－） | 2018年3月9日   | 2023年9月12日 | 無黨籍           | —                |
| 7 |      | 哈迪·巴赫拉 （1959－）           | 2023年9月12日  | 2025年2月12日 | 無黨籍           | —                |

## 临时政府
2013年3月18日，叙利亚反对派和革命力量全国联盟成立了叙利亚临时政府，此政府位於敘利亞北部的土耳其佔領區內，並於2025年1月30日合併到第一屆敘利亞過渡政府。

### 總理列表
| №   | 肖像 | 名字 （生卒）                                        | 就任           | 離任          | 政黨             | 備註                                |
| --- | ---- | ---------------------------------------------------- | -------------- | ------------- | ---------------- | ----------------------------------- |
| —   |      | 加桑·希托 Ghassan Hitto （1963－）                   | 2013年3月18日  | 2013年9月14日 | 無黨籍           | 代總理 2013年7月8日辭職             |
| 1   |      | 艾哈迈德·图马赫 Ahmad Tu'mah （1965－）              | 2013年9月14日  | 2014年7月22日 | 無黨籍           | —                                   |
| (1) |      | 艾哈迈德·图马赫 Ahmad Tu'mah （1965－）              | 2014年10月14日 | 2016年5月17日 | 無黨籍           | 回任                                |
| 2   |      | 賈瓦德·阿布·哈塔卜 Jawad Abu Hatab （1962－）        | 2016年5月17日  | 2019年3月10日 | 無黨籍           | —                                   |
| 3   |      | 阿不都拉赫曼·穆斯塔法 Abdurrahman Mustafa （1964－） | 2019年6月30日  | 2025年1月30日 | 敘利亞土庫曼大會 | 2025年1月30日宣告解散，併入過渡政府 |

## 外部連結
- 官方网站 （阿拉伯文）
- Syrian Interim Government （页面存档备份，存于）
- BBC News: Guide to the Syrian opposition（页面存档备份，存于）